# Porto

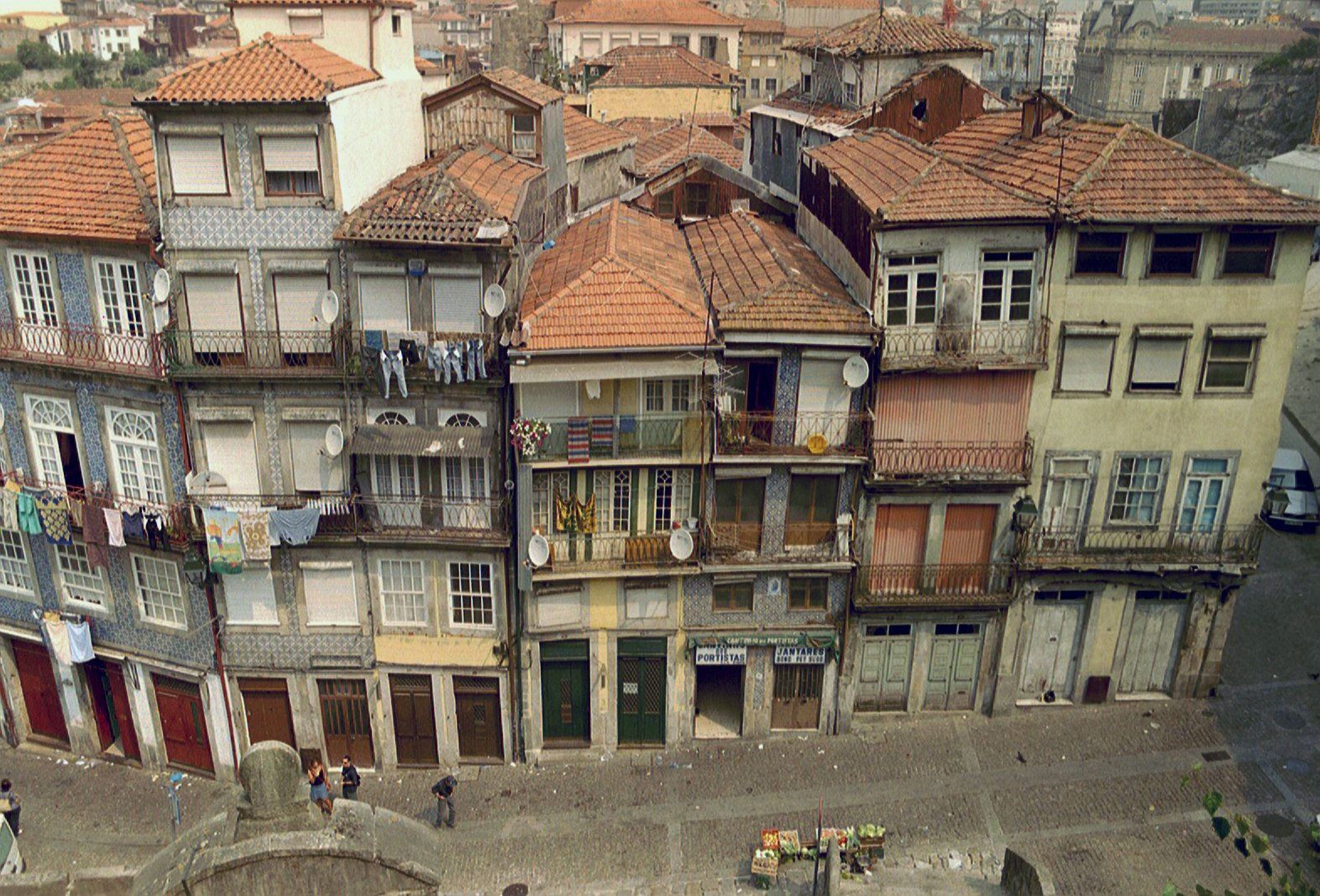
Kamienice w nadrzecznej dzielnicy Ribeira

Porto (wym. [ˈpoɾtu]) – miasto położone w północnej części Portugalii, nad Oceanem Atlantyckim, u ujścia rzeki Duero (port. Douro). Druga co do wielkości metropolia w państwie, po Lizbonie. W gminie (município) Porto mieszkało (2021 r.) 231 800 mieszkańców, zespół miejski (cidade) zamieszkiwało w 2014 roku 1 496 000 mieszkańców, natomiast w całej metropolii (Área Metropolitana do Porto) mieszka 1 762 524 mieszkańców.

## Historia
Najstarsze informacje o mieście pochodzą z V wieku. Od ówczesnej nazwy miasta wywodzi się nazwa całego kraju: po łacinie Portus Cale (czyli „Port Cale”) wkrótce przeniosło się na całe wówczas hrabstwo, zaś miasto straciło drugi człon i od tej pory jest to Porto.
Pierwotna osada założona przez Celtów lub Rzymian. W czasach rzymskich ważny port. W 409 zajęte przez Swebów, w 585 podbite przez Wizygotów. W 711 zdobyte przez Maurów. W 868 zdobyte przez pierwszego hrabiego Portugalii Vimara Peres, wasala króla Asturii, Leonu i Kastylii Alfonsa III. W 1387 Jan I, król Portugalii poślubił tutaj Filipę Lancaster i tym samym zawarł sojusz portugalsko-angielski. Dobre stosunki między tymi krajami trwały długie lata: w XVII wieku angielscy kupcy odkryli produkowane w regionie wino. Przypadło im do gustu tak bardzo, że podpisano porozumienie handlowe między oboma państwami (traktat Methuena, 1703 r.), a portugalskie wino trafiło na angielski rynek. Dzięki angielskim kupcom region Porto zaczął szybko się rozwijać, a wkrótce wino stało się sławne na cały świat, nosząc nazwę jego stolicy. Wino z Porto jest symbolem
czasów wiktoriańskich w Wielkiej Brytanii, a w Portugalii metaforą brytyjskiej obecności w tym mieście, która jest ciągle widoczna.
Porto znane jest ze swych bohaterskich rewolt republikańskich, które były skierowane przeciw mieszkającemu w Lizbonie królowi, Carlosowi I. Szczególnie jest znana ta z 31 stycznia 1891, która została brutalnie stłumiona.
W XIX wieku do miasta trafiła epoka przemysłowa. Wizerunkiem tego okresu jest interesujący, dwupoziomowy most Don Luis I nad Duero, zaprojektowany przez belgijskiego inżyniera Théophile’a Seyriga, ucznia Gustave’a Eiffla. Zaprojektowany został na cześć Ludwika I. Sam Gustave Eiffel zaprojektował pobliski jednopoziomowy most kolejowy Maria Pia (dziś nieczynny), który służył Seyrigowi jako przykład.

## Transport

Via de Cintura Interna A20

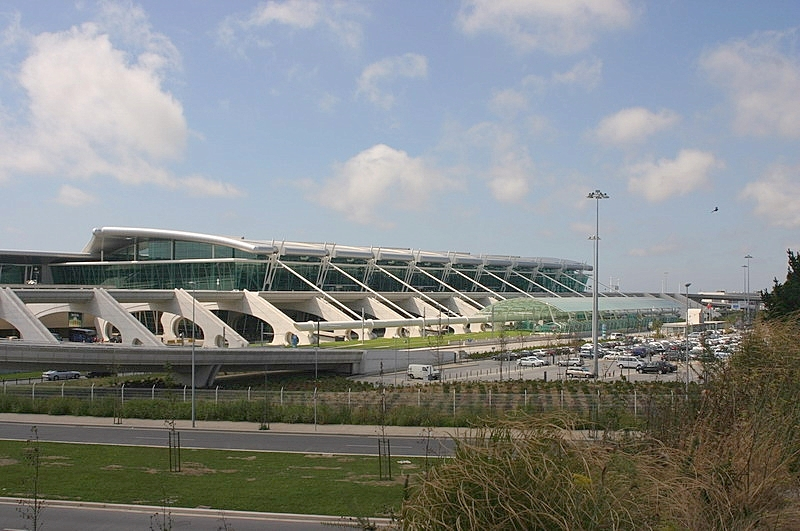
Lotnisko Francisco Sá Carneiro

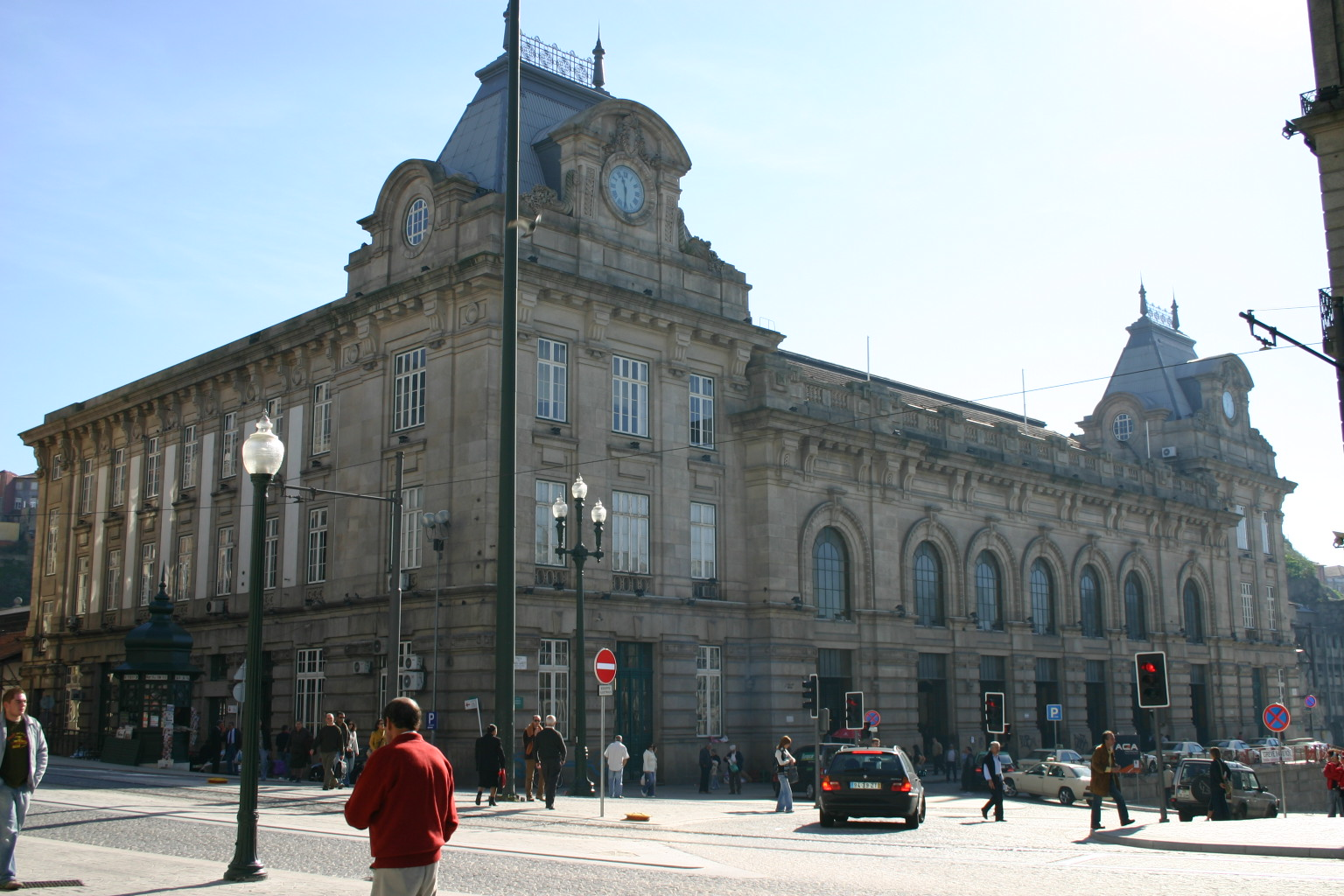
Dworzec São Bento

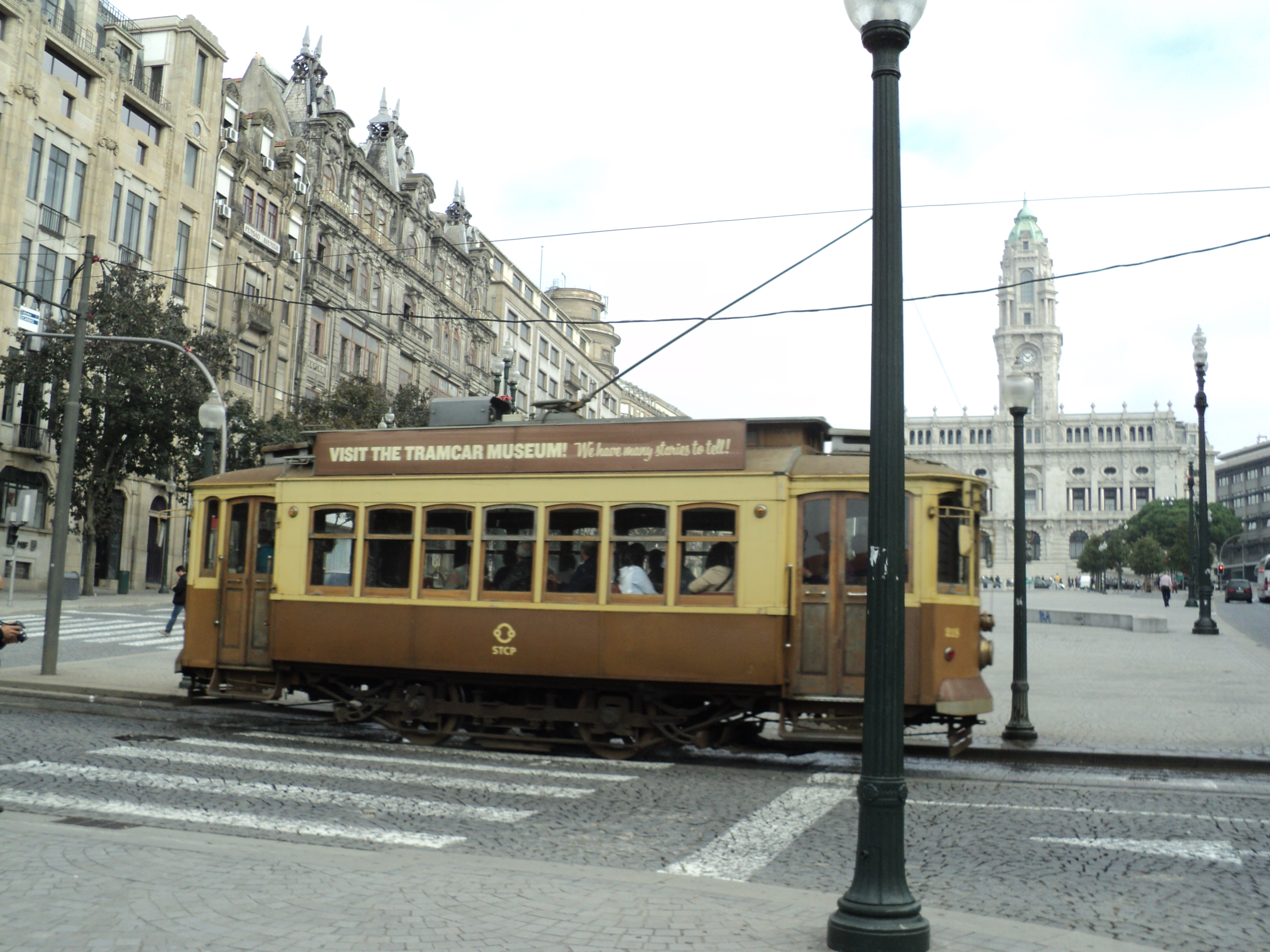
Zabytkowy tramwaj

### Drogi i mosty
Główną drogą zapewniającą dojazd do różnych części miasta jest obwodowa droga A20, Via de Cintura Interna, która ma połączenia z licznymi drogami krajowymi. Jej rola jest uzupełniona przez czteropasmową Circunvalação, położoną na północy miasta i łączącą wschodnią stronę miasta z wybrzeżem Atlantyku. Miasto jest połączone z Viana do Castelo drogą A28, z Aveiro drogą A29, z Lizboną drogą A1, z Bragança drogą A4 i z Braga drogą A3. Istnieje także obwodnica zewnętrzna Porto (A41), łącząca wszystkie główne miasta w pobliżu i stanowiąca połączenie z kolejnymi głównymi drogami takimi jak A7, A11, A42, A43 i A44. Od 2011 nowa droga A32 łączy obszar metropolitalny z São João da Madeira i Oliveira de Azeméis.
W XX w. zbudowano mosty: Ponte da Arrábida, który w chwili oddania do użytku miał w swej żelbetowej konstrukcji łuk o największej rozpiętości na świecie (most położony w zachodniej części miasta łączy północny i południowy brzeg Duero), S. João i drogowy Freixo na wschodzie miasta. Najnowszy most Ponte do Infante ukończono w 2003.
Porto jest określane jako Miasto Mostów (Cidade das Pontes), tradycyjnie nazywano je także Miastem Niezwyciężonym („Cidade Invicta”) albo Stolicą Północy („Capital do Norte”).

### Promy
W lipcu 2015 otwarto nowy terminal promowy w porcie Leixões, położonym na północ od miasta w Matosinhos.

### Lotniska
W mieście znajduje się port lotniczy Aeroporto Francisco Sá Carneiro, ok. 11 km na północny zachód od centrum, poddany renowacji i ozdobiony przez artystów przy okazji mistrzostw piłkarskich Euro 2004, którego miasto było współgospodarzem.

### Linie kolejowe
Główne stacje kolejowe to Estação Ferroviária de Porto-São Bento, Estação de Campanhã, Minho i Norte.
Miasto posiada metro o łącznej długości 68 km z 5 liniami (A – niebieska, B – czerwona, C – zielona, D – żółta i E – purpurowa) i 68 stacjami. Jest to największe metro w kraju. Funkcjonuje też kolejka podmiejska.

### Tramwaje
W Porto powstała pierwsza linia tramwajowa na Półwyspie Iberyjskim, otwarta 12 września 1895. Obecnie funkcjonują zaledwie 3 linie tramwajowe, w tym historycznie pierwsza, służąc głównie turystom. Na wszystkich liniach kursują zabytkowe tramwaje. Obecnie większe znaczenie mają autobusy oraz metro.

### Autobusy
Miasto ma rozbudowaną sieć połączeń autobusowych, obsługuje je przedsiębiorstwo transportu publicznego STCP, które działa też w pobliskich miastach: Gaia, Maia, Matosinhos i Gondomar. Mniejsze przedsiębiorstwa komunikacyjne obsługują linie z miejscowości Paços de Ferreira i Santo Tirso do centrum Porto.

## Klimat
Porto znajduje się w strefie klimatu subtropikalnego typu śródziemnomorskiego, z łagodnymi zimami i umiarkowanie ciepłymi latami. Średnia roczna temperatura wynosi prawie 20 °C w dzień i 11 °C w nocy.
Średnia temperatura najchłodniejszych miesięcy – grudnia, stycznia i lutego wynosi około 14 °C w dzień i 6 °C w nocy. Sezon letni trwa od czerwca do września, jednakże także w maju i październiku temperatury w dzień najczęściej przekraczają 20 °C. Latem w Porto występują łagodne temperatury nieco zbliżone do klimatu umiarkowanego. Dwa miesiące – kwiecień i listopad mają charakter przejściowy, ze średnią temperaturą około 17–18 °C w ciągu dnia i 9 °C podczas nocy.
Porto ma 147 dni deszczowych rocznie (≥0,1mm, licząc również mżawkę), od 5 dni deszczowych w sierpniu do 17 dni deszczowych w styczniu. Miasto ma około 2500 godzin czystej słonecznej pogody rocznie, od 124 h (średnio 4 godziny dziennie, około 4 razy więcej niż w Polsce) w grudniu do 307 h (średnio 10 godzin czystego słońca na dobę) w lipcu. Temperatura morza waha się od 14 °C w styczniu do 18 °C we wrześniu.
| Miesiąc | Sty  | Lut  | Mar  | Kwi  | Maj  | Cze  | Lip  | Sie  | Wrz  | Paź  | Lis  | Gru  | Roczna |
| --- | ---- | ---- | ---- | ---- | ---- | ---- | ---- | ---- | ---- | ---- | ---- | ---- | ------ |
| Średnie temperatury w dzień [°C]                                                                                  | 13.8 | 15.0 | 17.4 | 18.1 | 20.1 | 23.5 | 25.3 | 25.7 | 24.1 | 20.7 | 17.1 | 14.4 | 19,6   |
| Średnie dobowe temperatury [°C]                                                                                   | 9.5  | 10.4 | 12.6 | 13.7 | 15.9 | 19.0 | 20.6 | 20.8 | 19.5 | 16.4 | 13.0 | 10.7 | 15,1   |
| Średnie temperatury w nocy [°C]                                                                                   | 5.2  | 5.9  | 7.8  | 9.1  | 11.6 | 14.5 | 15.9 | 15.9 | 14.7 | 12.2 | 8.9  | 6.9  | 10,7   |
| Opady [mm] | 147  | 110  | 95.6 | 118  | 89.6 | 39.9 | 20.4 | 32.9 | 71.9 | 158  | 172  | 181  | 1237   |
| Średnia liczba dni z opadami                                                                                      | 17   | 16   | 15   | 14   | 13   | 9    | 6    | 5    | 8    | 14   | 15   | 15   | 147    |
| Średnie usłonecznienie [h]                                                                                        | 124  | 130  | 192  | 216  | 257  | 273  | 307  | 295  | 225  | 183  | 138  | 124  | 2464   |
| Źródło: Instituto Português do Mar e da Atmosfera, Hong Kong Observatory (liczba dni z opadami i nasłonecznienie) |      |      |      |      |      |      |      |      |      |      |      |      |        |

| Sty  | Lut  | Mar  | Kwi  | Maj  | Cze  | Lip  | Sie  | Wrz  | Paź  | Lis  | Gru  | Rok  |
| ---- | ---- | ---- | ---- | ---- | ---- | ---- | ---- | ---- | ---- | ---- | ---- | ---- |
| 14,3 | 13,8 | 13,8 | 15,2 | 16,5 | 17,3 | 17,2 | 17,6 | 18,1 | 17,7 | 17,0 | 15,5 | 16,2 |

## Sport
Najbardziej znanymi klubami z miasta są FC Porto oraz Boavista FC. Na Estádio do Dragão rozgrywany był m.in. mecz otwarcia ME w 2004 roku, swoje mecze rozgrywa tu także FC Porto, podczas gdy stadionem Boavisty jest Estádio do Bessa.

## Dzielnice miasta Porto

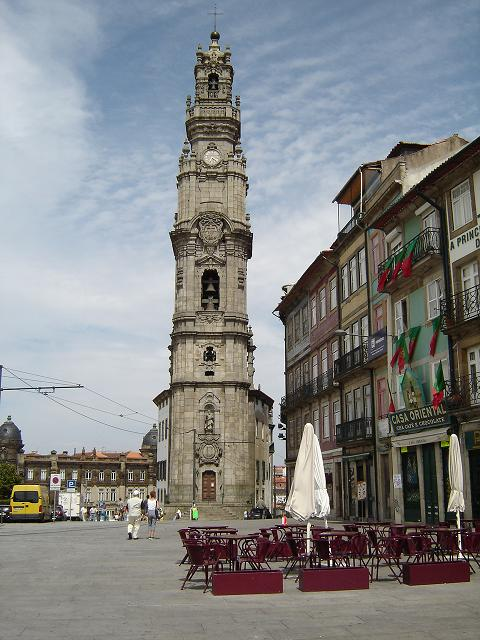
Charakterystyczna wieża kościoła Clérigos.

Ludność (wg stanu w 2011 r.)

- Aldoar – 12 843 osoby
- Bonfim – 24 265 osób
- Campanhã – 32 652 osoby
- Cedofeita – 22 077 osób
- Foz do Douro – 10 997 osób
- Lordelo do Ouro – 22 270 osób
- Massarelos – 6789 osób
- Miragaia – 2067 osób
- Nevogilde – 5018 osób
- Paranhos – 44 298 osób
- Ramalde – 38 012 osób
- Santo Ildefonso – 9029 osób
- São Nicolau – 1906 osób
- Sé – 3460 osób
- Vitória – 1901 osób

## Współpraca
Miejscowości partnerskie:

- Akhisar, Turcja
- Beira, Mozambik
- Belo Horizonte, Brazylia
- Duruelo de la Sierra, Hiszpania
- Bordeaux, Francja
- Bristol, Wielka Brytania
- Jena, Niemcy
- León, Hiszpania
- Liège, Belgia
- Luanda, Angola
- Makau, Chiny
- Mindelo, Republika Zielonego Przylądka
- Nagasaki, Japonia
- Ndola, Zambia
- Neves, Wyspy Świętego Tomasza i Książęca
- Pernik, Bułgaria
- Recife, Brazylia
- Szanghaj, Chiny
- Vigo, Hiszpania